# 葦沢県 (山西省)
葦沢県（いたく-けん）はかつて中国に存在した県。現在の中華人民共和国山西省陽泉市平定県北東部に相当する。
隋代の開皇年間に設置され、大業年間に廃止された。